# Mareca strepera
El ánade friso (Mareca strepera) es una especie de ave anseriforme de la familia Anatidae que habita en Eurasia, Norteamérica y el norte de África.

## Descripción

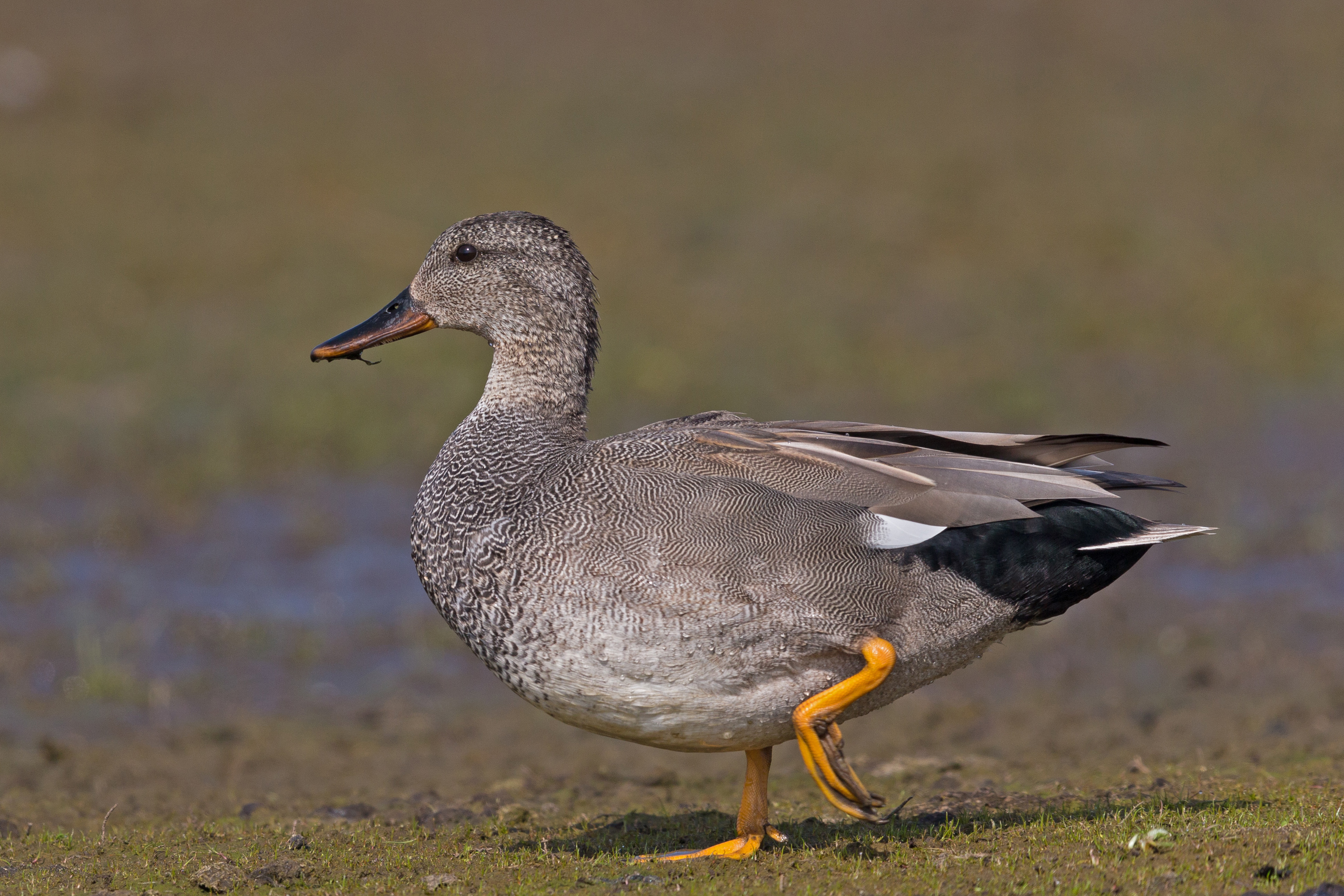
Macho.

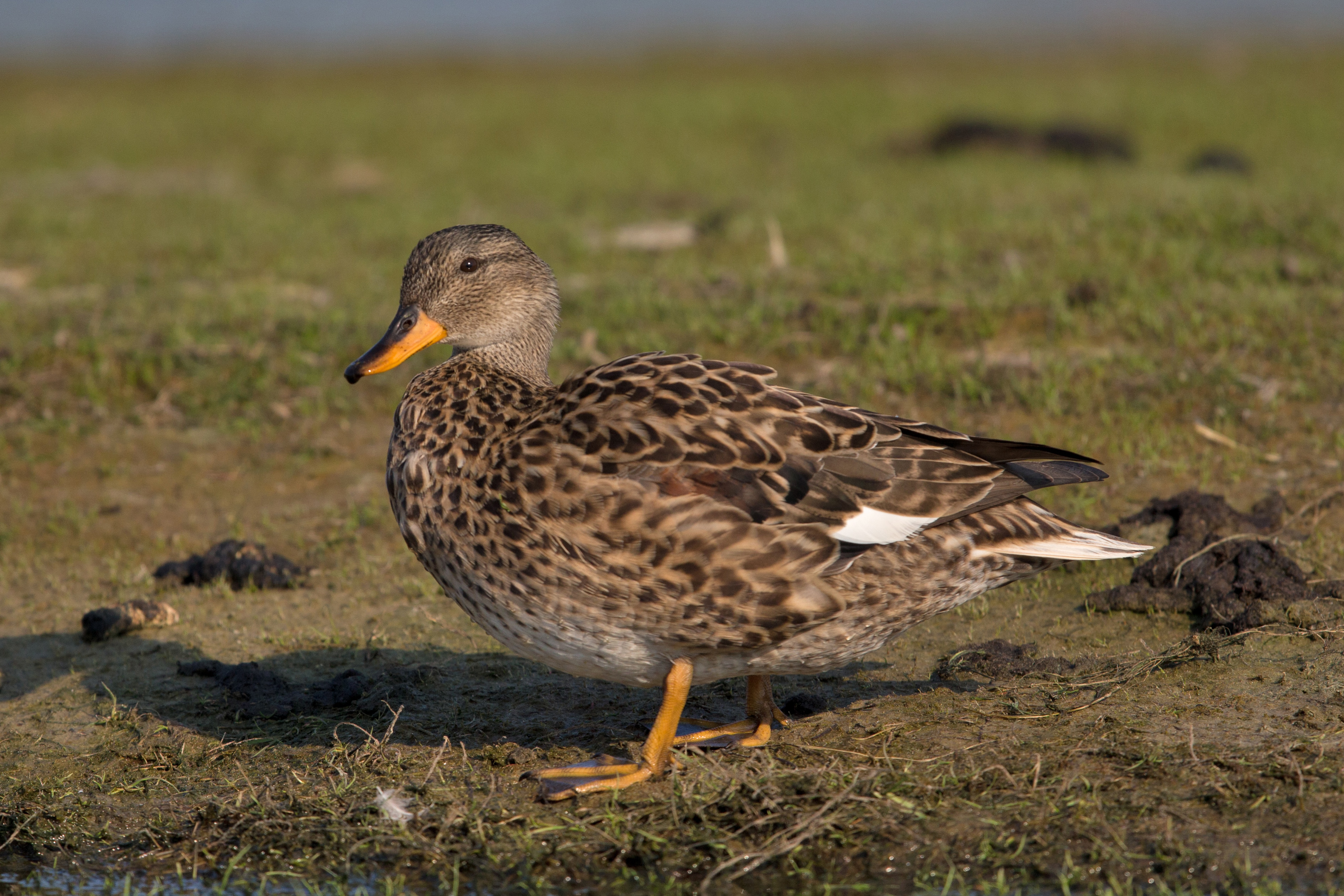
Hembra.

El ánade friso mide entre 46 a 56 cm de longitud y 78-90 cm de envergadura. El macho es ligeramente mayor que la hembra, con una media de peso alrededor de 990 g frente a los 850 g de las hembras. Es una especie de plumaje poco llamativo. El macho presenta plumaje nupcial de un tono gris parduzco, con el dorso y los flancos finamente vermiculados y el pecho veteado con medias lunas claras y oscuras. Tiene el obispillo y la base de la cola negros, mientras que su vientre es blanquecino. Sus alas son de color parduzco con un espejuelo blanco muy conspicuo, bordeado superiormente por una franja negra y otra rojiza, y con las coberteras de la cola negras. Tiene el pico negruzco o castaño oscuro, y las patas de un tono anaranjado. El plumaje no reproductivo  del macho (plumaje de eclipse) se parece más al de las hembras, aunque con el mismo patrón en las alas, generalmente es más grisáceo en las partes superiores y con menos naranja en los laterales del pico.
La hembra posee un plumaje pardo claro veteado, con la cabeza grisácea, y el cuello y abdomen blancuzcos, y sus alas son grises con espejuelo blanco. Además de por el color de su espejuelo, se distingue de las hembras de otros patos del género por tener los laterales del pico anaranjados y el vientre blanquecino. Ambos sexos realizan dos mudas del plumaje al año.
El ánade friso es un pato bastante silencioso, excepto durante el cortejo. La hembra emite graznidos en series descendientes de tipo cuac como la del ánade real pero más agudos, que suelen transcribirse como gag-ag-ag-ag. Los machos emiten gruñidos que se transcriben como nheck y silbidos.

## Taxonomía

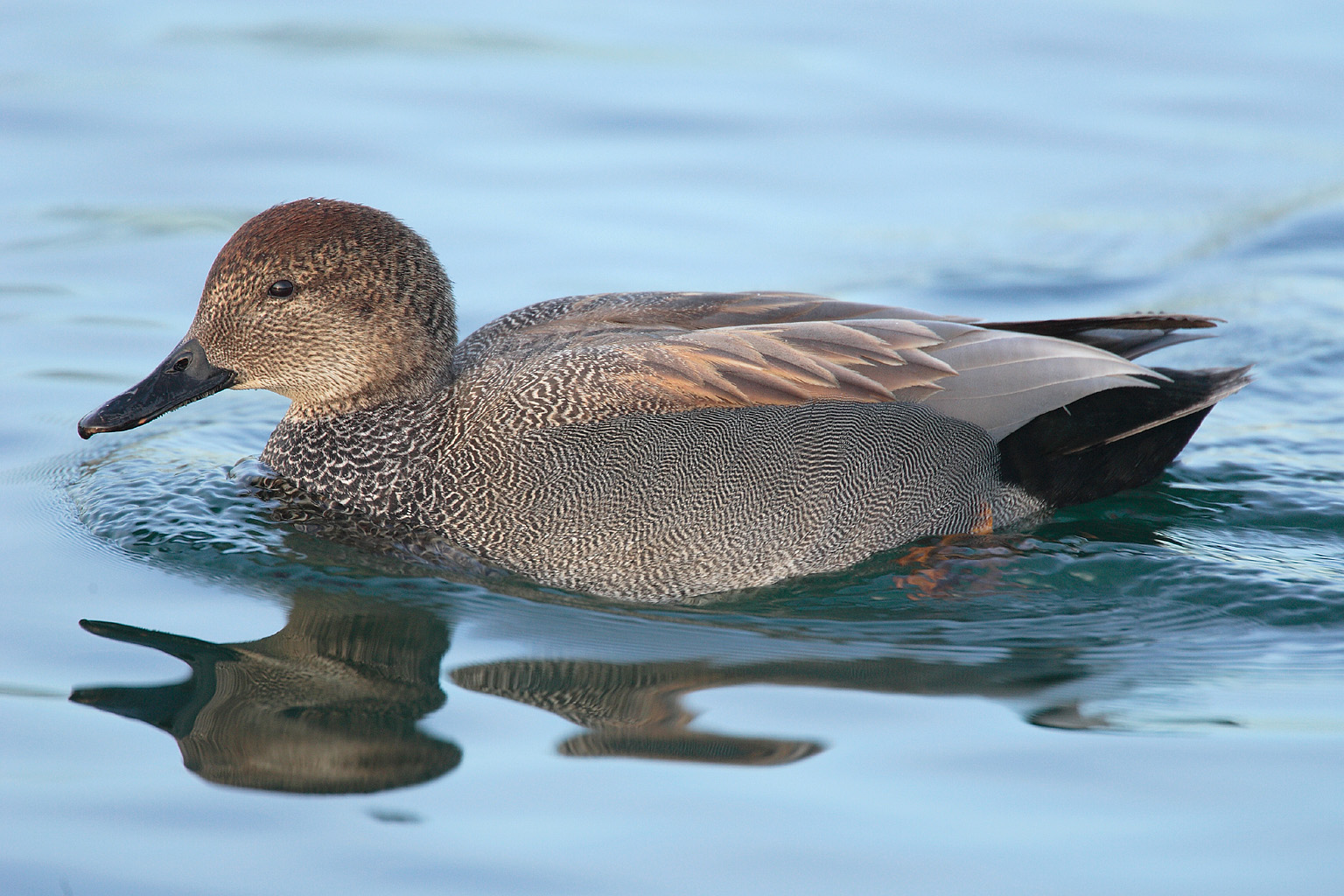
Detalle de Anas strepera macho.

El ánade friso fue descrito científicamente por Linneo en 1758 en su obra Systema naturae, con el nombre científico Anas strepera. Los estudios de ADN muestran que su pariente más próximo es la cerceta de alfanjes, y ambos están cercanamente emparentados con los silbones. Se reconocen dos subespecies:
- Mareca strepera strepera, la subespecie nominal descrita por Linneo.
- 'Mareca strepera couesi, extinta alrededor de 1874, se encontraba en Teraina, un atolón del océano Pacífico.[8]

## Distribución

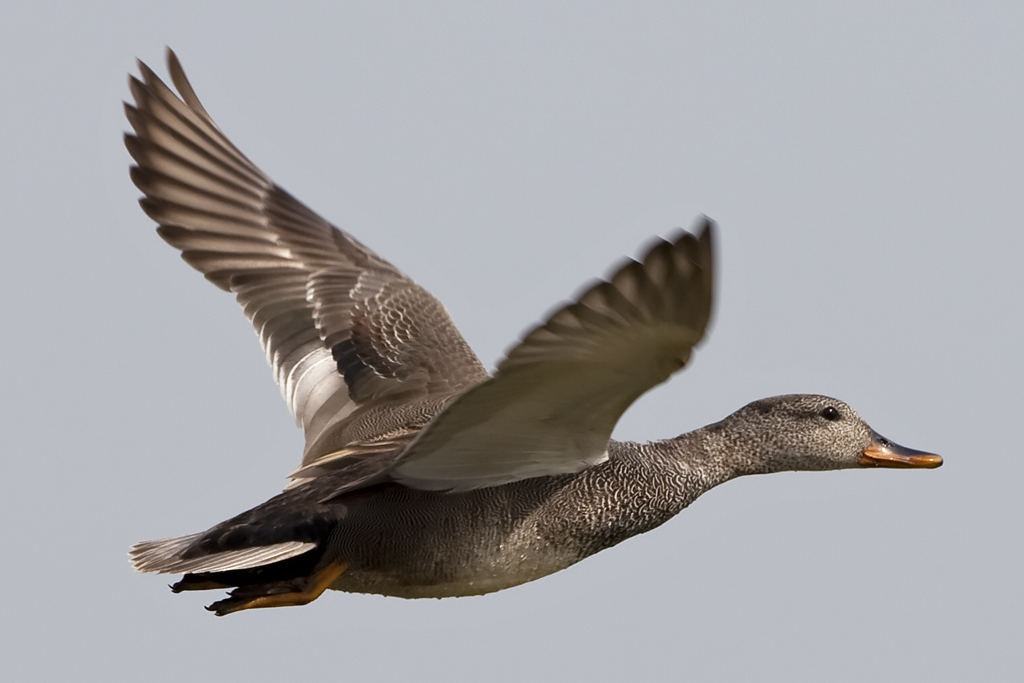
Macho en eclipse en vuelo.

El ánade friso cría en las regiones del norte del Europa, Asia y Norteamérica al sur del círculo polar. En Norteamérica cría en una zona que recorre el Río San Lorenzo hasta los Grandes Lagos, Alberta, Saskatchewan y las Dakotas, llegando por el sur hasta Kansas, y por el oeste hasta  California, y la costa pacífica de Canadá y del sur Alaska. El área de distribución de este pato parece estar expandiéndose por el este de Norteamérica. Este pato de superficie es un migrador de larga distancia, que pasa el invierno en regiones más al sur de su zona de cría, en una zona que va desde Alaska hasta América Central, llegando por el este a Idaho, Kansas, Ohio, Virginia y Florida, y por el sur ocupa México hasta la península del Yucatán.

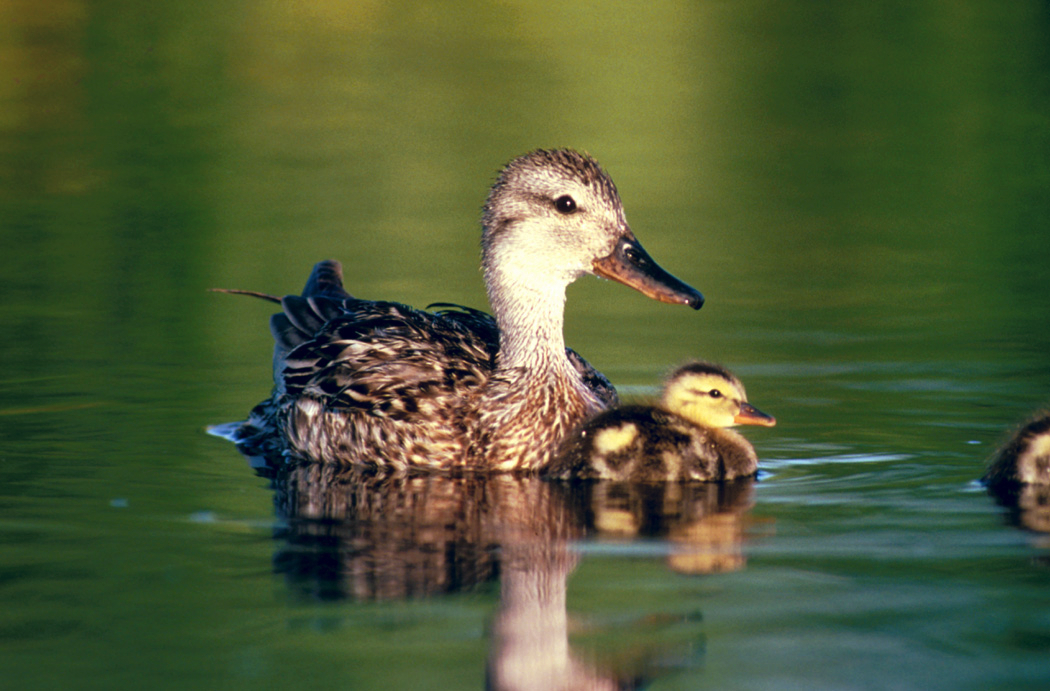
Hembra con sus crías.

En el Viejo Mundo el ánade friso cría desde Europa central y el Cáucaso, hasta el noreste de China, norte de Japón y Kamchatka; y pasa el invierno en las regiones subtropicales del sur de Asia, el norte de África (incluida la cuenca del Nilo) y el sur y oeste de Europa, aunque también existen zonas de cría diseminadas alrededor del Mediterráneo y Europa Occidental.

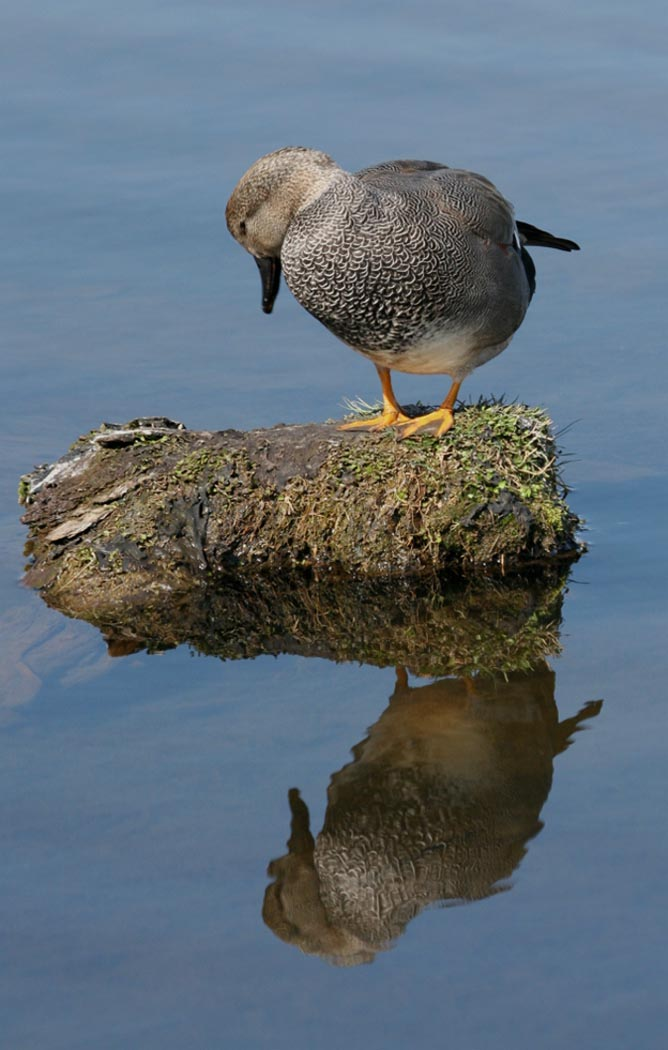
Macho en Alaska.

Se clasifica como especie bajo preocupación menor. El ánade friso es una de las especies a las que se les aplica el Acuerdo de conservación de las aves acuáticas migratorias afro-euroasiáticas (AEWA).

## Hábitat
Es un pato de humedales abiertos, situados en praderas o estepas, o pantanos y marismas de densa vegetación acuática. Este ánade busca aguas dulces, a ser posible con un refugio seguro en la vegetación palustre, aunque también se le observa en marismas y estuarios de agua salobre. 

## Comportamiento

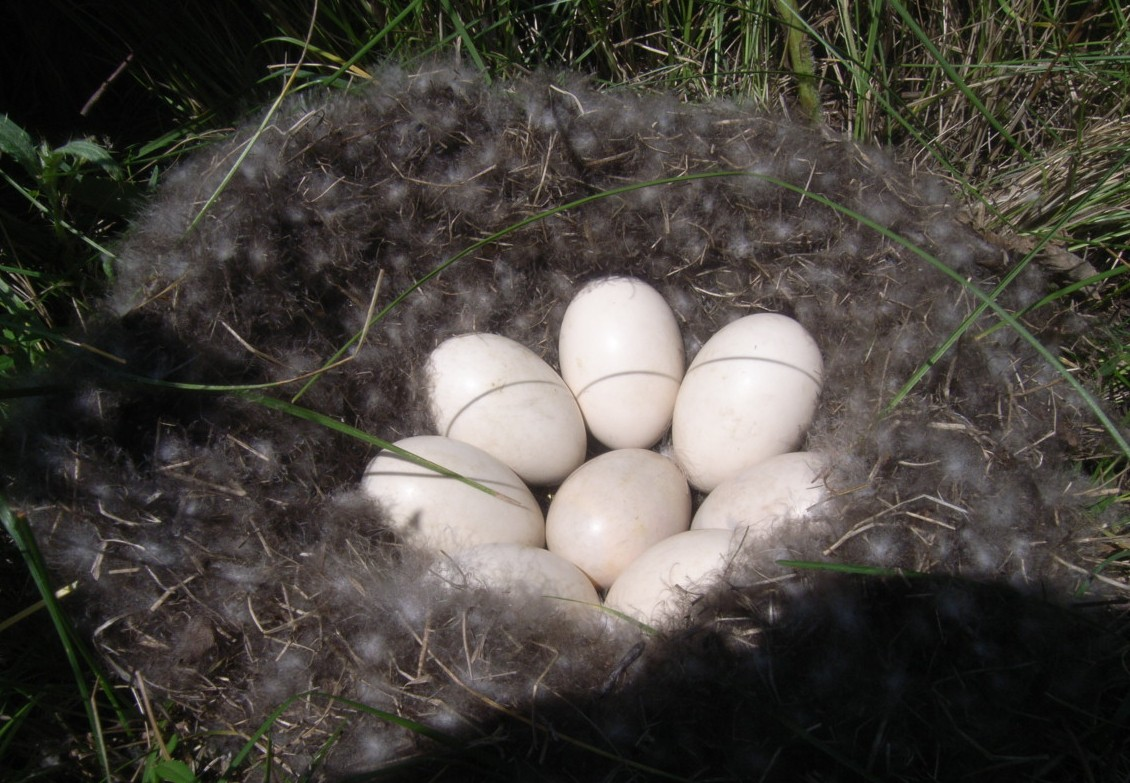
Nido recubierto de plumas.

Es un pato esquivo y no tan gregario fuera de la época de cría como otros de sus parientes, ya que tiende a formar pequeñas bandadas, a veces asociado con otras anátidas, como el pato colorado y el porrón europeo, y también con la focha. 

### Alimentación
Se alimenta en la superficie, pudiendo incluso meter la cabeza bajo el agua. Se alimenta principalmente de plantas. Ingiere hojas y raíces de juncos junto a otras plantas acuáticas, así como pequeños moluscos, insectos y lombrices principalmente en la época de cría. Los patitos se alimentan principalmente de insectos al principio. 

### Reproducción
Realiza una sola nidada anual, entre los meses de mayo y agosto. La hembra pone entre ocho y doce huevos que incuba exclusivamente por ella durante veintiséis o veintiocho días. Sus huevos son de color blanquecino rosado, y tienen un tamaño de 50-60 x 34-43 mm.